# Heiki Nabi
Heiki Nabi (Kärdla, 1985. június 6. –) észt kötöttfogású birkózó.

## Sportpályafutása
A 2018-as birkózó-világbajnokságon a bronzéremért mérkőzött 130 kg-os súlycsoportban, kötöttfogásban, de ellenfele nyert. A 2012. évi nyári olimpiai játékokon ezüstérmet szerzett 120 kg-ban. A 2006-os és a 2013-as birkózó világbajnokságon aranyérmet nyert 96 és 120 kg-ban, 2017-ben ezüstérmes lett. A 2015-ös Európa Játékokon bronzérmes lett 130 kg-ban. A 2015-ös Katonai Játékokon aranyérmes lett 130 kg-ban. A 2016-os katonai közelharc világbajnokságon aranyérmet nyert 130 kg-ban, 2014-ben és 2017-ben bronzérmes lett 130 kg-ban. 96, 120 és 130 kg-ban háromszoros Északi Bajnok kötöttfogásban.
A 2018-as birkózó-világbajnokságon a bronzéremért mérkőzött, ellenfele a kubai Oscar Pino Hinds volt. A mérkőzést a kubai nyerte 3–1-re.
A 2019-es birkózó-világbajnokságon bronzérmet szerzett. Ellenfele az iráni Amir Mohammadali Ghasemimonjezi volt. Ellenfelét 8-0-ra verte.